# Hiller VZ-1 Pawnee
El Hiller VZ-1 Pawnee (designación del Ejército estadounidense; anterior designación: HO-1) fue una aeronave única de rotores de sustentación directa, usando ventiladores de flujo guiado contrarrotatorios de sustentación dentro de una plataforma sobre la que el único piloto cambiaba el peso del cuerpo para aplicar el control direccional. La plataforma fue desarrollada a comienzos de 1953 bajo un contrato de la Oficina de Investigación Naval (ONR) con Hiller Aircraft, y voló exitosamente en 1955.

## Diseño y desarrollo
El concepto original había sido desarrollado por Charles H. Zimmerman a finales de los años 40. Se siguió desarrollando, tanto por Hiller Aircraft como por la De Lackner Company. Hubo dos modelos principales, el modelo ONR 1031-A-1, y el modelo algo mayor VZ-1 Pawnee producido en 1956 para el Ejército estadounidense. Se construyeron tres ejemplares de cada modelo como prototipos. Ninguna variante fue puesta en producción.
El modelo más pequeño de la ONR usaba dos motores Nelson H-59 de 33 kW (44 hp), unidos a hélices mediante una transmisión de helicóptero modificada, construida por la Industrial Power Division de Hall-Scott. El modelo mayor Pawnee usaba tres de los mencionados motores y tenía una extendida área de flujo guiado. El Pawnee poseía un inefectivo "control cinestésico", y, en su lugar, tenía al operador sentado en una plataforma controlando el vuelo con controles convencionales de helicóptero.

## Historia operacional
Debido a los efectos aerodinámicos generados en el conducto cuando las hélices giraban, la plataforma era dinámicamente estable, incluso estando el piloto y el centro de gravedad de la plataforma bastante altos. En las pruebas, los prototipos volaron bien, pero el Ejército estadounidense los juzgó poco prácticos como vehículos de combate ya que eran pequeños, limitados en velocidad y escasamente volaban fuera del efecto suelo.
Se sabe que dos de los seis prototipos sobrevivieron; ambos son modelos ONR 1031-A-1. Uno está localizado en el Hiller Aviation Museum en San Carlos (California), y el otro está en el Centro Steven F. Udvar-Hazy del Museo Nacional del Aire y el Espacio de Estados Unidos en Chantilly (Virginia). Esta última plataforma estuvo en préstamo anteriormente en el Pima Air & Space Museum. Una réplica de la plataforma 1031 está en exhibición en el Evergreen Aviation & Space Museum.

## Variantes
ONR 1031-A-1
Prototipos con dos motores Nelson H-59, tres construidos.
Hiller VZ-1 Pawnee
Prototipos con tres motores Nelson H-59, tres construidos.

## Operadores
Estados Unidos
- Ejército de los Estados Unidos

## Galería

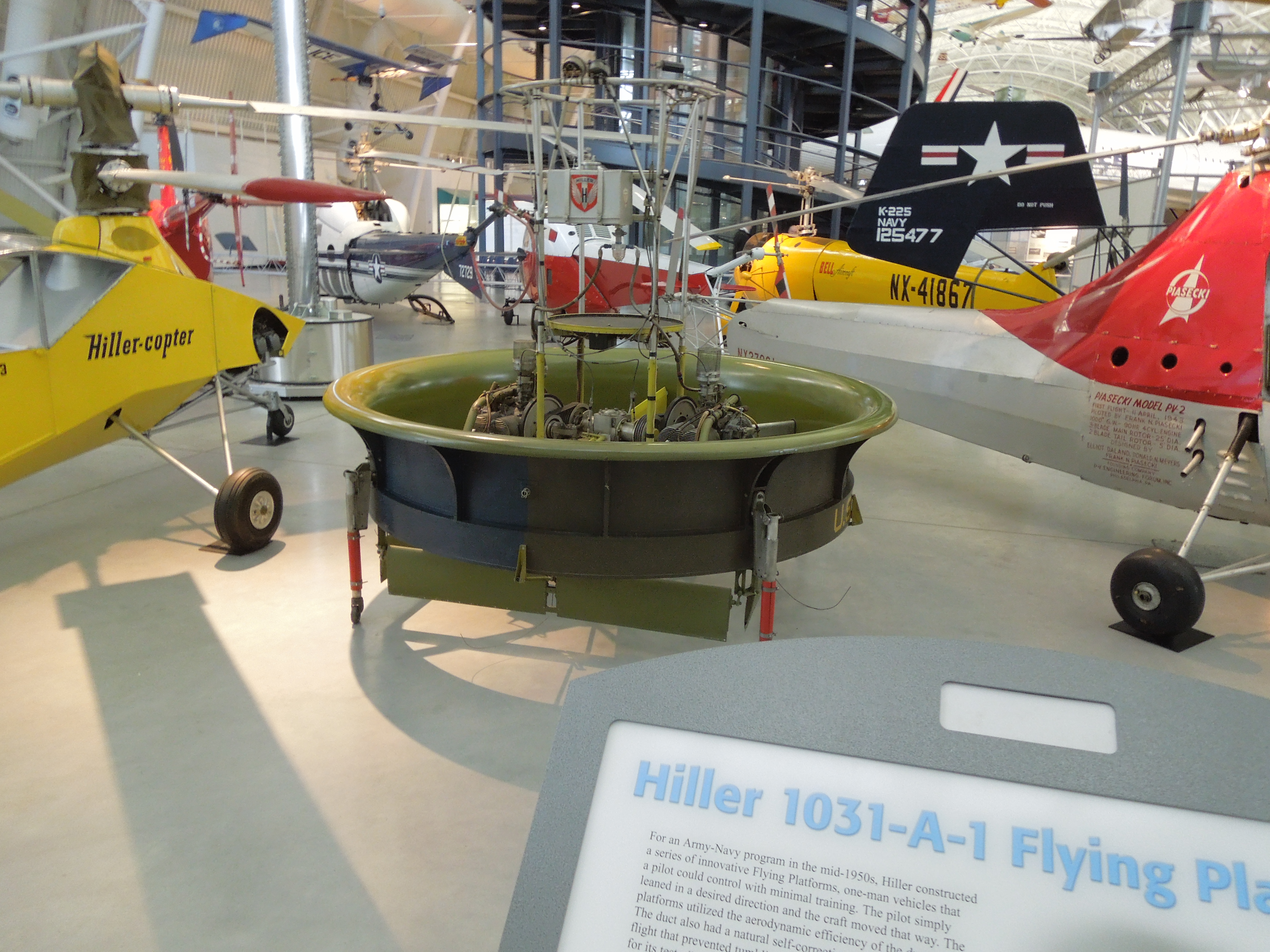
Hiller 1031-A-1 en el Centro Steven F. Udvar-Hazy.
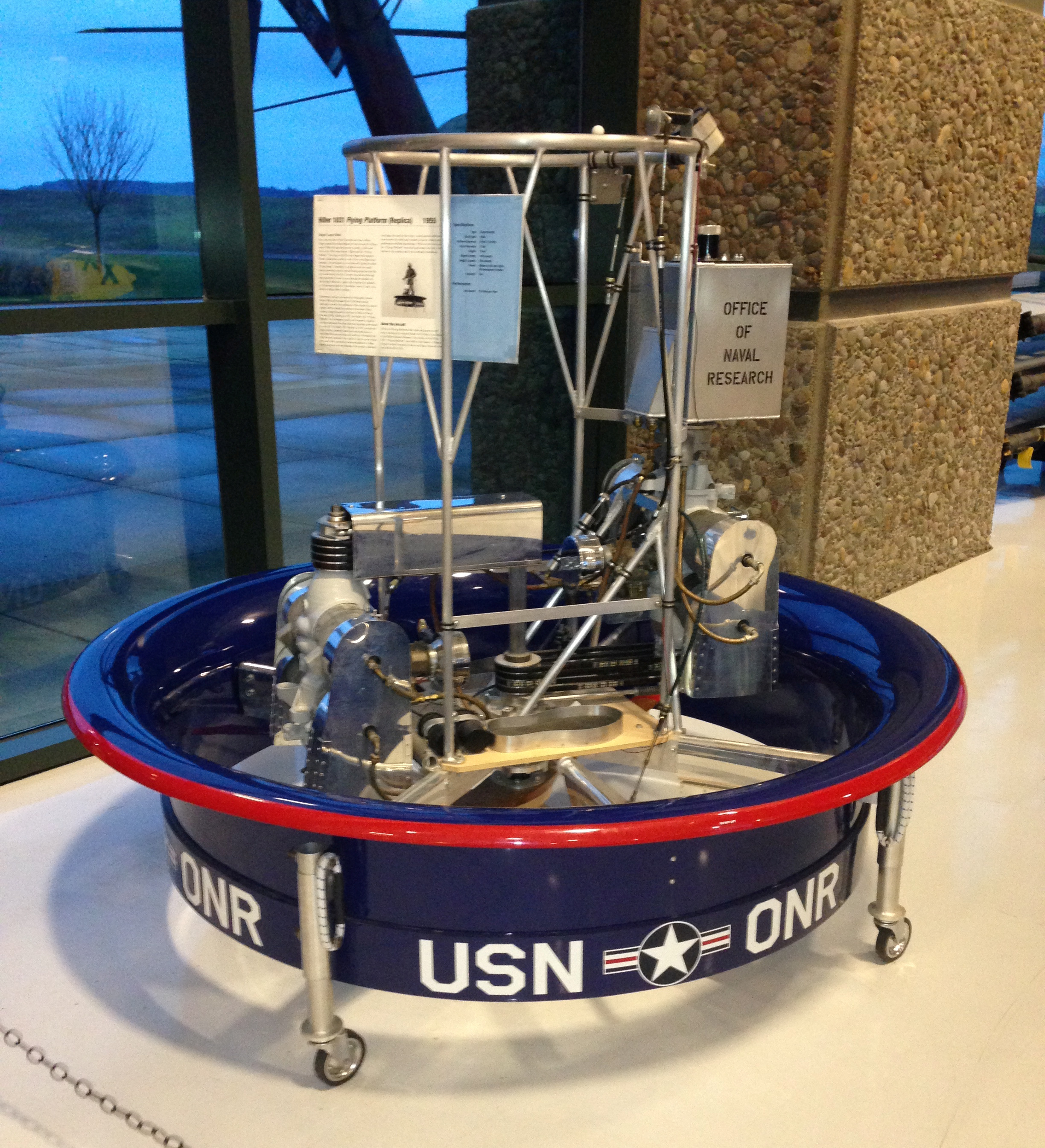
Reproducción de la Plataforma Volante Hiller 1031, construida por Ken Spence de Bend, Oregón, en 2006.
- Cartel describiendo la reproducción del Hiller 1031 en exhibición en el Evergreen Aircraft Museum.

## Especificaciones (Model 1031-A-1)
Referencia datos: National Air and Space Museum and Hall-Scott Motor Company

### Características generales
- Tripulación: Uno (piloto)
- Carga: 84 kg
- Longitud: 2,5 m (8,3 ft)
- Diámetro rotor principal: 2,1 m (7 ft)
- Altura: 2,1 m (7 ft)
- Peso vacío: 167,8 kg (369,8 lb)
- Peso máximo al despegue: 251,7 kg (554,7 lb)
- Planta motriz: 2× motor de dos tiempos bóxer de cuatro cilindros refrigerado por aire Nelson H-59.
  - Potencia: 30 kW (41 HP; 41 CV) cada uno.
- Hélices: 2x bipala de aluminio contrarrotatorias

### Rendimiento
- Velocidad máxima operativa (Vno): 26 km/h (16 MPH; 14 kt)
- Techo de vuelo: 10 m (33 ft)

## Aeronaves relacionadas

### Desarrollos relacionados
- Williams X-Jet

### Aeronaves similares
- Bensen B-10
- De Lackner HZ-1 Aerocycle

### Secuencias de designación
- Secuencia HO-_ (Plataformas Volantes del Ejército estadounidense, 1955-1956): HO-1 - HO-2
- Secuencia VZ-_ (Aeronaves de investigación VTOL del Ejército estadounidense, 1956-1962): VZ-1 - VZ-2 - VZ-3 - VZ-4 →